# Серби в Казахстані
Серби в Казахстані — громадяни Казахстану сербського походження та серби, які живуть і працюють у Казахстані.

## Історія
На території Казахстану серби переважно селяться індивідуально. Свої компанії в Казахстані мають Мілан Янкович, власник компанії «Zepter International» і Зоран Дракулич, власник компанії «The East Point Holdings Ltd.». Керівником казахстанської компанії «Казцинк», яка виробляє свинець і цинк і керує найбільшими шахтами Казахстану, є Нікола Нік Попович. В останні роки багато сербських спортсменів, особливо футболістів, приїжджають до Казахстану. Серед відомих футболістів, які виступали за казахстанські клуби, є Джордже Туторич, Міланко Рашкович, Славолюб Джорджевич, Браніслав Трайкович, Джордже Деспотович, Неманья Максимович, а також Ненад Ерич, який отримав казахське громадянство і дебютував за збірну футбольна команду Казахстану. Лука Дрча та Бранко Цветкович — відомі баскетболісти, які грали в Казахстані. Представником Казахстану з водного поло є Бранко Пекович.

## Демографія
За радянським переписом населення 1989 року в Казахстані проживало 183 серби. Згідно з даними Республіканського інституту статистики Сербії, за останні роки до Казахстану емігрували 104 серби.